# Certhia
Certhia is een geslacht van zangvogels uit de familie van de echte boomkruipers (Certhiidae). De wetenschappelijke naam van het geslacht werd in 1758 gepubliceerd door Carl Linnaeus. De naam 'Certhia' nam hij over van diverse eerdere auteurs, onder wie Conrad Gesner, Ulisse Aldrovandi, Pierre Belon, Francis Willughby en John Ray.

## Kenmerken
Deze kleine vogels kenmerken zich door de grote poten en de tamelijk lange, slanke, neergebogen snavel.

## Soorten
- Certhia americana – Amerikaanse boomkruiper
- Certhia brachydactyla – Boomkruiper
- Certhia discolor – Bruinkeelboomkruiper
- Certhia familiaris – Taigaboomkruiper
- Certhia himalayana – Himalayaboomkruiper
- Certhia hodgsoni – Hodgsons boomkruiper
- Certhia manipurensis – Manipurboomkruiper
- Certhia nipalensis – Nepalese boomkruiper
- Certhia tianquanensis – Tianquanboomkruiper